# Hapoel

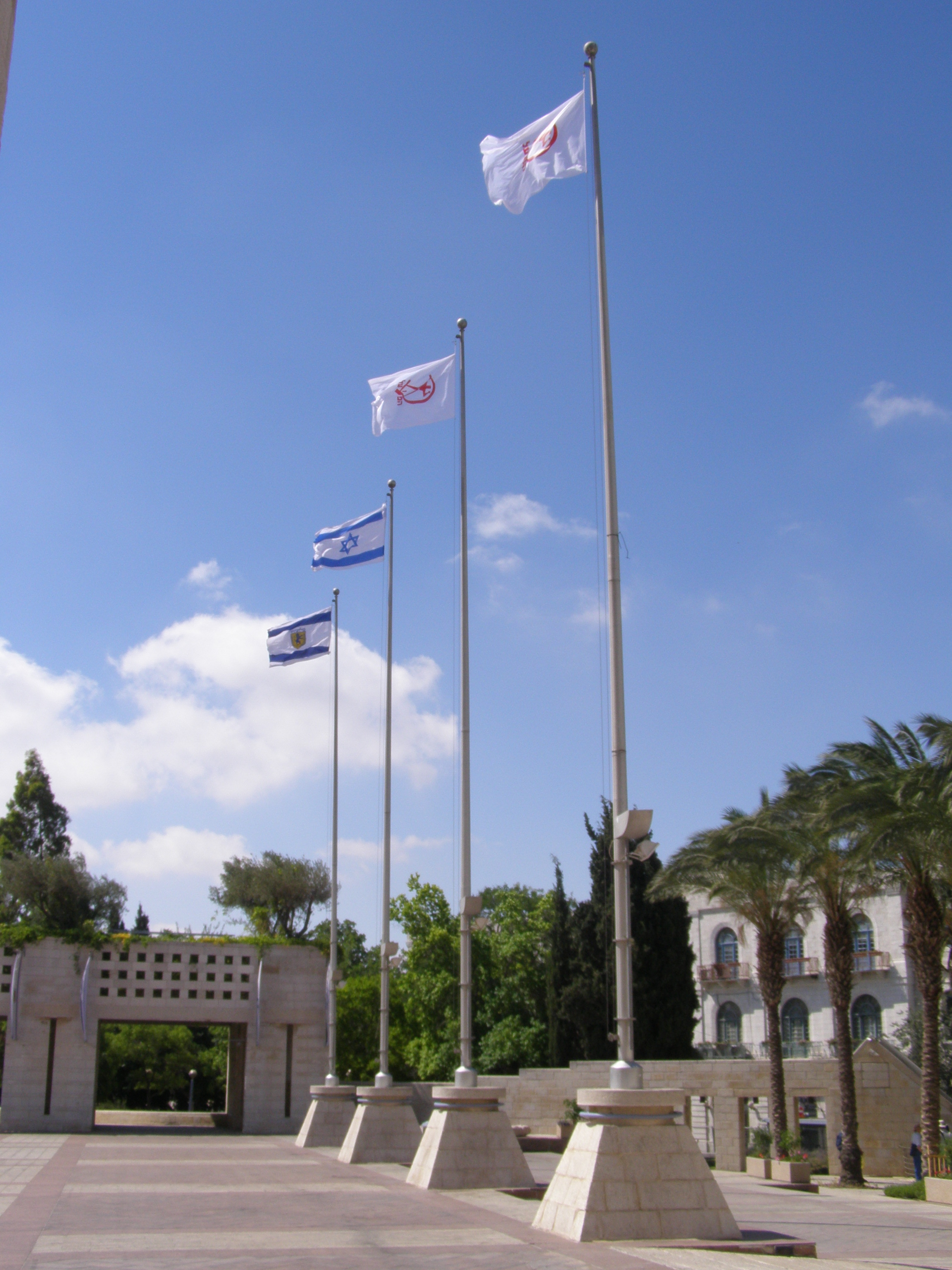
Bandiere dell'Hapoel in piazza Safra a Gerusalemme

L'Hapoel (in ebraico הפועל‎?, letteralmente "il lavoratore") è un'organizzazione sportiva israeliana fondata nel 1926 dall'Histadrut.

## Storia
Durante il periodo del Mandato britannico della Palestina, l'Hapoel ebbe una forte rivalità con il Maccabi e organizzò le proprie competizioni, ad eccezione del calcio, l'unico sport in cui tutte le organizzazioni giocavano tra loro. A quel tempo, l'Hapoel non prendeva parte al Comitato Olimpico di Eretz Israel, controllato dal Maccabi, e cercava invece legami internazionali con simili organizzazioni sportive operaie dei partiti socialisti. Pertanto, l'Hapoel è diventato un membro del SASI nel 1927 e successivamente è stato un membro del CSIT.
Dopo la creazione dello Stato di Israele, le organizzazioni sportive rivali raggiunsero un accordo del 1951 che consentiva ad associazioni e competizioni sportive congiunte aperte a tutti i residenti israeliani.

## Polisportive
- Hapoel Gerusalemme
- Hapoel Tel Aviv
- Hapoel Holon
- Hapoel Haifa
- Hapoel Rishon LeZion (pallamano), Hapoel Rishon LeZion F.C. e altre a Rishon LeZion

## Pallacanestro
- Hapoel Afula
- Hapoel Gilboa Galil
- Hapoel Holon

- Hapoel Gerusalemme
- Hapoel Tel Aviv
- Hapoel Be'er Sheva

## Calcio
- Hapoel Akko
- Hapoel Afula
- Hapoel Ashdod
- Hapoel Ashkelon
- Hapoel Asi Gilboa
- Hapoel Balfouria
- Hapoel Be'er Sheva
- Hapoel Beit She'an
- Hapoel Bnei Ashdod
- Hapoel Bnei Jadeidi
- Hapoel Bnei Lod

- Hapoel Bnei Tamra
- Hapoel Haifa
- Hapoel Herzliya
- Hapoel Ironi Kiryat Shmona
- Hapoel Gerusalemme
- Hapoel Kfar Saba
- Hapoel Kiryat Gat
- Hapoel Kiryat Shalom
- Hapoel Mahane Yehuda
- Hapoel Marmorek
- Hapoel Mevaseret Zion-Abu Ghosh

- Hapoel Petah Tiqwa
- Hapoel Ra'anana
- Hapoel Ramat Gan
- Hapoel Rishon LeZion
- Hapoel Tayibe
- Hapoel Tel Aviv
- Hapoel Tiberiade
- Hapoel Tzafririm Holon
- Hapoel Umm al-Fahm
- Hapoel Yehud